# 千千静听
千千靜聽（英語：TTPlayer），是一款免費的支持多種音频格式的純音訊媒體播放器，有簡體中文和繁體中文兩種版本。

## 名稱
最初軟件名稱為「MP3隨身聽」。後來改成「千千靜聽」，來源於軟件作者喜歡歌手陳慧嫻演唱的歌曲《千千闋歌》。被百度公司收购后，2013年该软件更名为“百度音乐”，但用户界面和程序架构没有被更改。（備註：後來發佈的百度音樂8已與前代不同，用戶介面已作出大幅度修改。而且千千靜聽事實上已停止開發）。2018年，百度音樂正式更名為千千音樂。

## 興起
mp3格式的音訊文件的盛行使得Winamp一度成為最流行的音訊播放軟件，但Winamp的越来越多的插件，帶來了初級使用者設定的麻煩，要達到好的播放效果需要安裝各種不同類型插件，同時播放時也佔用了计算机大量的系統資源。這使人們越來越喜歡設定簡單，可播放音频格式齊全的播放軟件。隨後興起的foobar2000受到了很多人的歡迎，但是foobar顯示歌詞需要安裝其他歌詞插件。千千靜聽的出現解決了以上提到的多個問題，以其播放格式全，設定簡單，同步顯示歌詞，佔用資源少的特點受到越來越多喜愛在電腦上聽音樂但對音質要求不高的非专业用户的喜愛。在中国大陆市场上发行的盗版Windows系统光盘中，一般也会安装千千静听。

## 特性
- 軟件採用開源的mpg123庫，作為MP3文件的解碼器。
- 軟件採用的是自主研發的音訊引擎，支持多種音訊流輸出，支持混音和插件擴展技術。
- 支持的音訊格式非常齊全，很少有音訊文件不能播放。
- 支持多種播放特效，如：播放時的淡入淡出效果。
- 支持TAK無損音質格式播放。
- 支持音訊文件內標籤的單個和批量修改，以及可以用標籤重命名文件。
- 支持播放時顯示歌詞功能，並可以從其歌詞伺服器中自動根據文件標籤中的信息自動下載歌詞，同時可以手動編輯歌詞上傳到伺服器。
- 支持面板更換功能，用戶可下載將軟件界面更換成自己喜歡的面板，同時也可以自己動手設計。
- 此外還有多種貼心設計，可以將播放窗口以Mini模式播放。
- 該軟件還有全局熱鍵的功能，可以在玩遊戲或運行其他前台程序時方便地控制播放器。

## 缺點
本軟件內歌詞組件，配有繁簡漢字轉換功能。但轉換質量不佳，仍出現「髮」、「發」不分諸如此類的錯誤，不过這是簡繁轉換的通病。

## 被百度收购后
2006年7月30日，百度全资收购千千静听。
2013年7月19日，千千静听更名为百度音乐，官方域名也已跳转至百度音乐。版本号延续旧版本号，最先版本为百度音乐V7.1.0，对榜单、歌手、分类、专题等进行了优化升级，除了同步更新移动客户端的智能音效增强功能外，同时还新增了MV视频、歌单频道等内容，至此长达十年的品牌告一段落。
2013年8月28日，百度音乐8发布，从此版本開始採用體驗版（免費）及付費版兩種模式運行，用戶介面已作出較大改變，不再兼容千千皮膚，操作習慣，熱鍵等設置都做出較大修改。而皮膚正趨向於中國其他軟件那樣的“圖片背景”。
2018年6月19日，百度音乐更名为千千音乐，名称取自千千静听音乐播放器，引发不少网友怀念。

### 被指存在“流氓”行为
在被百度收购后，千千靜聽開始在其軟件內以可選安裝的形式捆綁百度搜霸（現稱百度工具欄）。
2009年8月，千千靜聽發布的5.5.2版的安裝程序被Windows Defender攔截，千千靜聽官方網站於8月31日貼出公告指Windows Defender的拦截為误报。
2009年9月19日，陆续有网友反映他们在使用最新版的千千静听以后，出现了弹出式广告。爆料的网友对千千静听的这一举动表示无法理解，并呼吁网友不再使用千千静听，另外已經有网友给出了临时屏蔽广告的办法。在發現千千靜聽有彈出式廣告之後，眾多千千靜聽使用者紛紛上千千靜聽論壇發發帖。更多的則是對千千靜聽的嘆息。
2011年9月17日，千千静听的装载过程依然有可选择式的捆绑软件（百度工具栏，傲游等），弹出式广告也是有的，但是有方法可刪除彈出式廣告。

## 外部連結
- . （原始内容存档于2013年3月13日）.
- Windows Store